# Motutara Island (Northland, Bay of Islands)
Motutara Island ist eine kleine Felseninsel in der Bay of Islands im Norden der Nordinsel von Neuseeland.

## Geographie
Die Insel befindet sich rund 100 m nordwestlich von Motukiekie Island und rund 225 m nordöstlich von Moturua Island, offen zur Bay of Islands. Mit rund 75 m Länge und rund 50 m Breite zählt sie zu den kleineren Inseln rund um die Hauptinseln der Bucht. Motutara Island besitzt eine nach Norden offene, aber fast gänzlich umschlossene Bucht.